# Ouorowé
Ouorowé est une localité située dans le département de Tansila de la province des Banwa dans la région de la Boucle du Mouhoun au Burkina Faso.

## Santé et éducation
Le village possède deux écoles primaires publiques (à Namsiguia, sous paillote, et à Yelkoto).